# Religione urrita
La cultura e la religione urrite ebbero grande influenza sulla religione ittita. Dal centro cultuale urrita di Kummani, nel Kizzuwatna, la religione urrita si diffuse tra gli Ittiti. Ne derivò un sincretismo religioso. La religione urrita si diffuse anche in Siria, dove Baal divenne l'equivalente di Teshub. Anche nel più tardo regno di Urartu, fiorito nella prima metà del I millennio a.C., erano venerate divinità urrite. La religione urrita influenzò tutto il Vicino Oriente tranne l'Antico Egitto e la Mesopotamia del sud.
I sigilli urriti spesso raffigurano creature mitologiche come uomini e animali alati, draghi e altri mostri. L'interpretazione di queste rappresentazioni di dei e demoni è incerta: potrebbero essere state divinità protettrici, così come spiriti maligni. Qualche raffigurazione ricorda gli shedu assiri.
Le divinità urrite non sembrano aver avuto particolari santuari dove il dio "risiedeva", come invece nella religione babilonese o in quella egizia. I più importanti centri di culto erano Kummani, capitale del regno di Kizzuwatna, dove si trovava un importante tempio di Tešub, e l'ittita Yazılıkaya. Harran fu, almeno più tardi, un centro di culto della dea lunare, mentre Šauskha aveva un tempio importante a Ninive, quando la città fu sotto dominio urrita. Già nel III millennio a.C. un tempio di Nergal era presente a Urkeš. La città di Kahat, infine, era il centro religioso del regno di Mitanni.
Il poema urrita Il canto di Ullikummi, conservatoci dagli Ittiti, presenta analogie con la Teogonia di Esiodo; la castrazione di Urano da parte di Crono può essere derivata dalla castrazione di Anu da parte di Kumarbi, mentre il mito di Zeus che prende il posto di Crono ed il rigurgito da parte di quest'ultimo degli dei deglutiti ricorda il mito urrita di Tešub e Kumarbi. È stato anche ipotizzato che il culto di Attis derivi da un mito urrita: la dea frigia Cibele sarebbe allora l'equivalente dell'urrita Hebat.

## Principali divinità del pantheon urrita
- Teshub, Tešup; il potente dio del cielo e della tempesta.
- Hebat, Hepa; sua moglie, dea madre, considerata la dea del sole dagli Ittiti. Derivava dalla dea sumera Kubau, chiamata Hawwah dagli Aramei e da altri popoli semitici, la biblica חוה, Eva.
- Sarruma, Šarruma; loro figlio.
- Kumarbi; l'antico padre di Teshub; la sua casa secondo il mito è la città di Urkesh.
- Shaushka, o Shawushka, Šauska; era l'equivalente urrita della mesopotamica Ishtar, la dea della fertilità, della guerra e della medicina.
- Shimegi, Šimegi; il dio sole.
- Kushuh, Kušuh; la dea luna. Le raffigurazioni del sole e della luna appaiono abbinate nella iconografia urrita.
- Nergal; la dea babilonese dell'oltretomba, di cui è sconosciuto il nome dell'equivalente urrita.
- Ea; divinità anch'essa di origine babilonese, può aver influenzato il cananeo El, ed anche ים Yam, dio del mare e dei fiumi.